# Onchidoris
Onchidoris es un género de molusco opistobranquio de la familia Onchidorididae.

## Especies
El Registro Mundial de Especies Marinas reconoce como válidas las siguientes especies en el género:
| - Onchidoris albonigra (Pruvot-Fol, 1951) - Onchidoris aureopuncta (A. E. Verrill, 1901) - Onchidoris bilamellata (Linnaeus, 1767) - Onchidoris bouvieri (Vayssière, 1919) - Onchidoris cervinoi Ortea & Urgorri, 1979 - Onchidoris derjugini (Volodchenko, 1941) - Onchidoris diademata (Gould, 1870) - Onchidoris evincta (Millen, 2006) - Onchidoris grisea (Gould, 1870) - Onchidoris hystricina (Bergh, 1878) - Onchidoris inconspicua (Alder & Hancock, 1851) - Onchidoris lactea (A. E. Verrill, 1900) - Onchidoris loveni (Alder & Hancock, 1862) - Onchidoris macropompa Martynov, Korshunova, Sanamyan & Sanamyan, 2009 - Onchidoris maugeansis (Burn, 1958) | - Onchidoris miniata (A. E. Verrill, 1901) - Onchidoris muricata (O. F. Müller, 1776) - Onchidoris neapolitana (Delle Chiaje, 1841) - Onchidoris olgae (Martynov, Korshunova, Sanamyan & Sanamyan, 2009) - Onchidoris olivacea (A. E. Verrill, 1900) - Onchidoris perlucea Ortea & Moro, 2014 - Onchidoris proxima (Alder & Hancock, 1854) - Onchidoris pusilla (Alder & Hancock, 1845) - Onchidoris quadrimaculata (A. E. Verrill, 1900) - Onchidoris reticulata Ortea, 1979 - Onchidoris slavi (Martynov, Korshunova, Sanamyan & Sanamyan, 2009) - Onchidoris sparsa (Alder & Hancock, 1846) - Onchidoris tenella (Gould, 1870) - Onchidoris tridactila Ortea & Ballesteros, 1982 - Onchidoris tschuktschica (Krause, 1885) |

| Especies que han sido aceptadas como sinonimia: - Onchidoris aspera (Alder & Hancock, 1842) aceptada como Onchidoris muricata (O. F. Müller, 1776) - Onchidoris brasiliensis Alvim, Padula & Pimenta, 2011 aceptada como Knoutsodonta brasiliensis (Alvim, Padula & Pimenta, 2011) - Onchidoris depressa (Alder & Hancock, 1842) aceptada como Knoutsodonta depressa (Alder & Hancock, 1842) - Onchidoris fusca (Müller O. F., 1776) aceptada como Onchidoris bilamellata (Linnaeus, 1767) - Onchidoris leachii Blainville, 1816 aceptada como Onchidoris bilamellata (Linnaeus, 1767) - Onchidoris luteocincta (M. Sars, 1870) aceptada como Diaphorodoris luteocincta (M. Sars, 1870) - Onchidoris oblonga (Alder & Hancock, 1845) aceptada como Knoutsodonta oblonga (Alder & Hancock, 1845) - Onchidoris tuberculatus Hutton, 1873 aceptada como Doris wellingtonensis Abraham, 1877 | Especies cuya validez es incierta o existen discrepancias entre expertos: - Onchidoris beringi (Volodchenko, 1941) (nomen dubium) - Onchidoris spiculoides (Volodchenko, 1941) (nomen dubium) |

## Galería

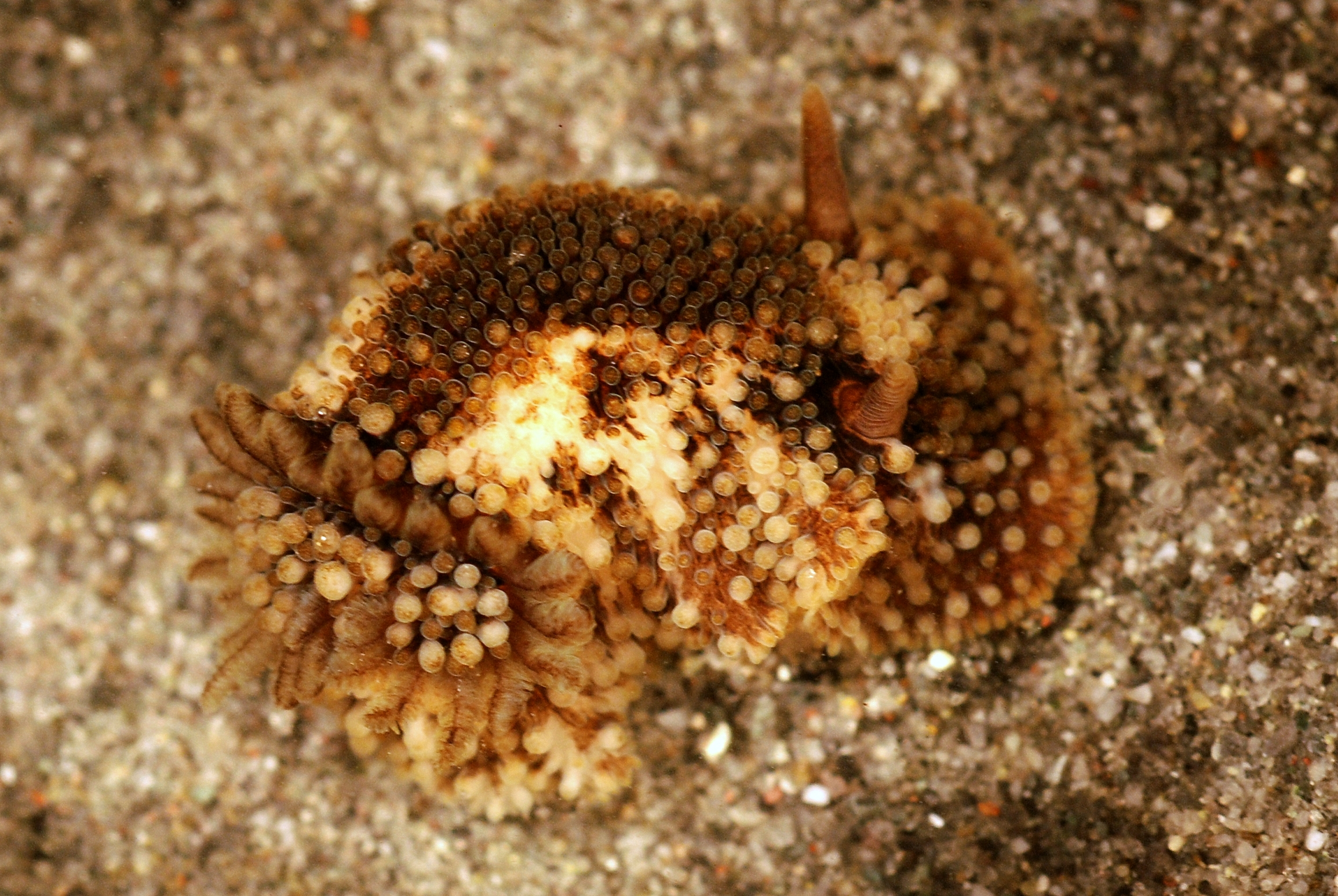
Onchidoris bilamellata
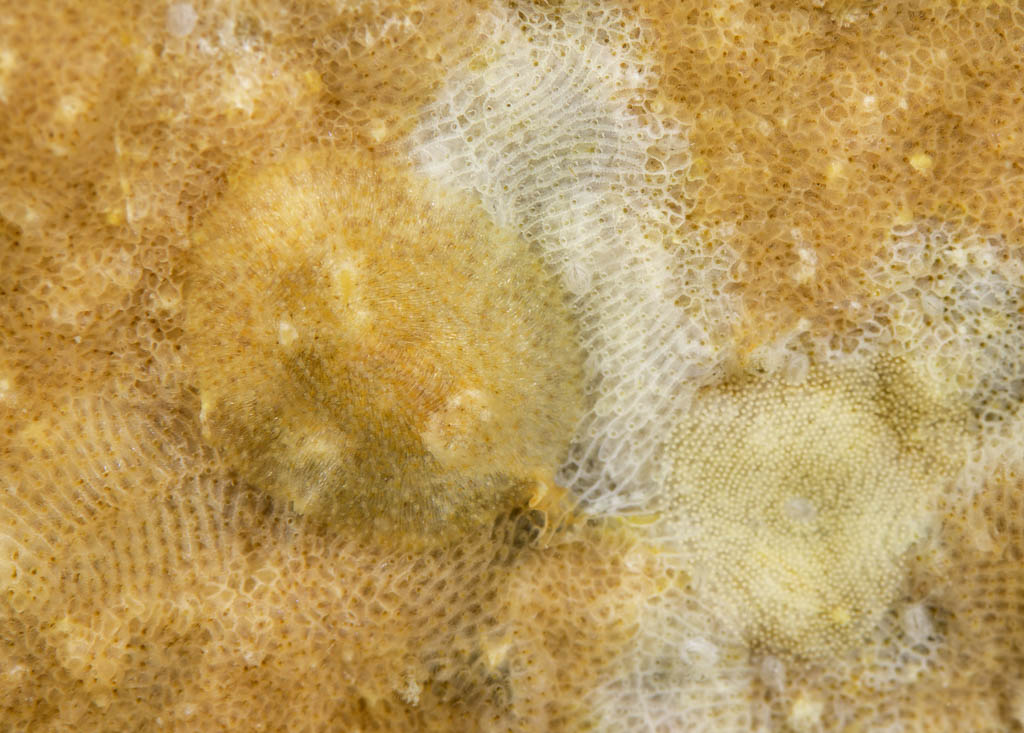
Onchidoris depressa
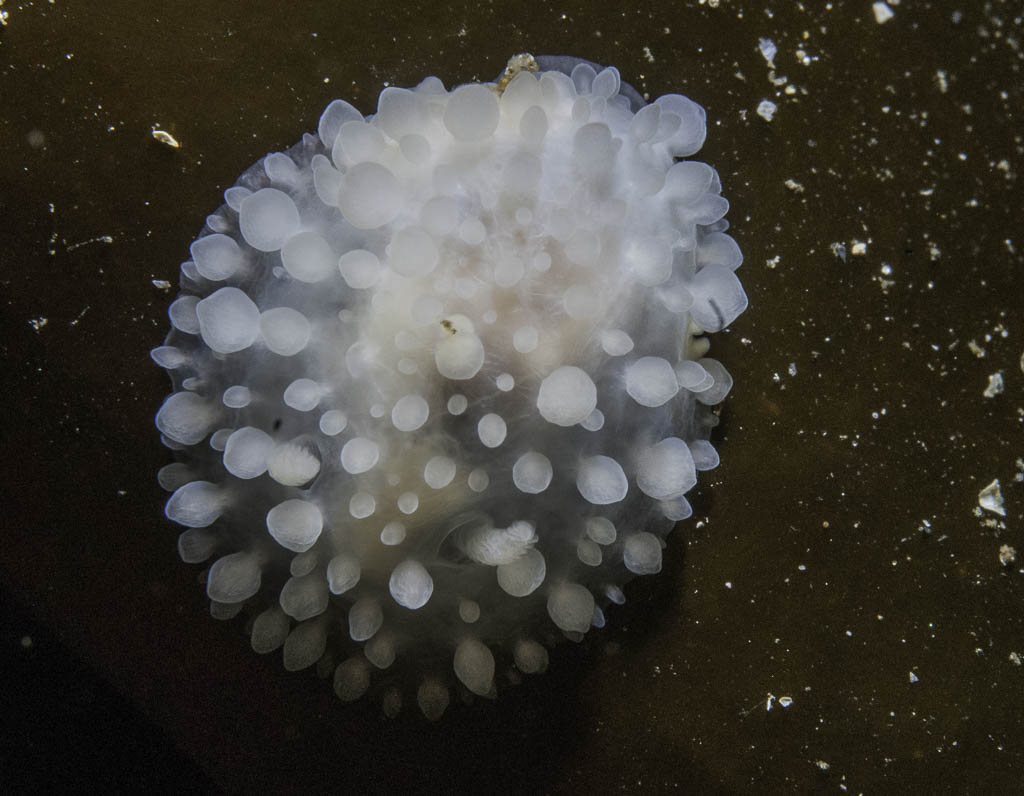
Onchidoris loveni
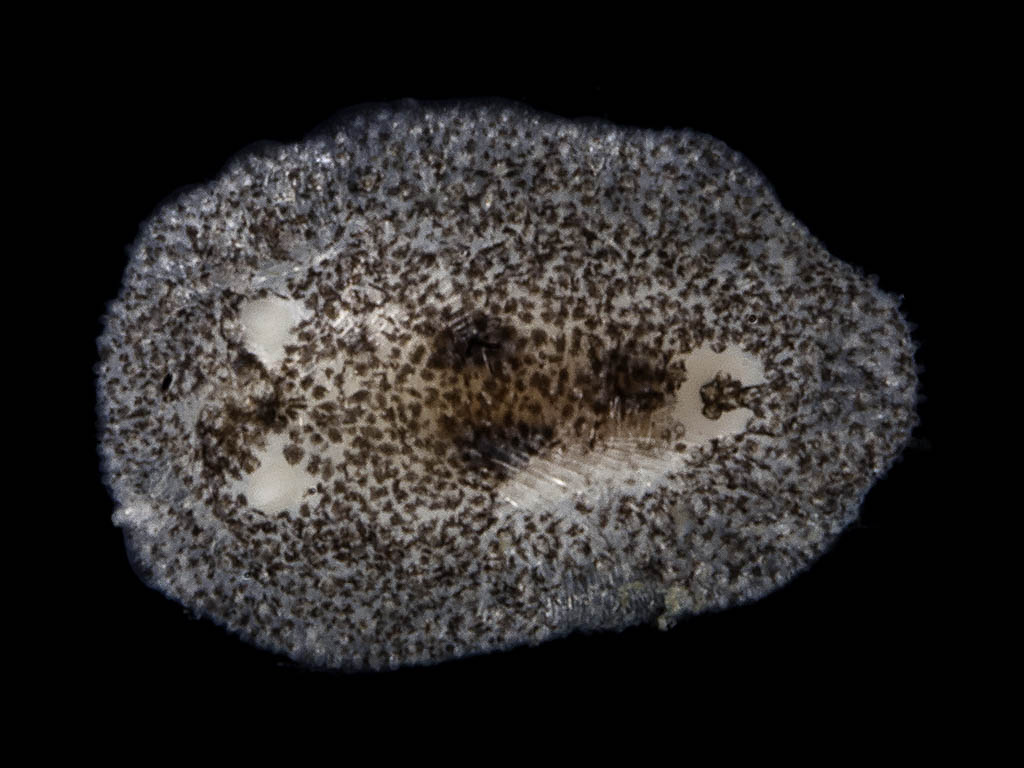
Onchidoris pusilla
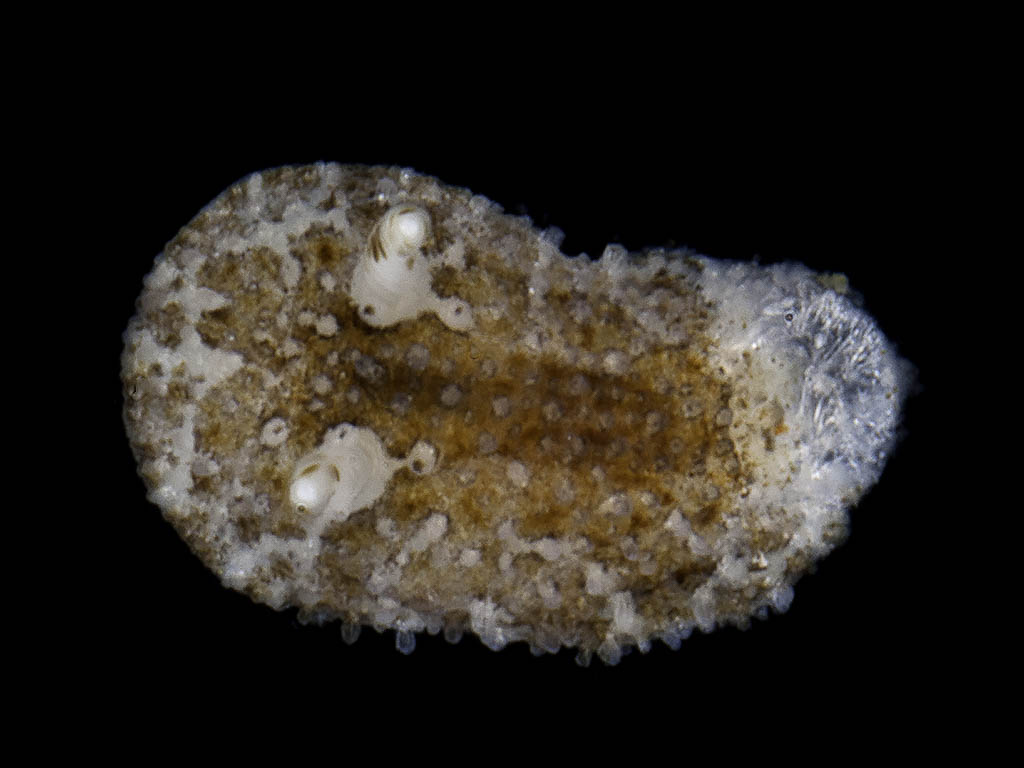
Onchidoris sparsa

## Morfología
Como toda la familia, cuentan con cuerpo moderadamente deprimido, con manto simple bordeando el pie. Los rinóforos y las papilas dorsales son alargados. Las hojas branquiales se retraen en cavidades separadas, que están interconectadas. La cutícula labial tiene varillas, cuentan con dos dientes laterales principales, un número variable de dentículos, y un número variable de laterales externos.
El género se caracteriza por tener el cuerpo oval, más ancho que alto; el notum tiene papilas dorsales y carece de tentáculos labiales; los rinóforos son retractables en fundas; las branquias no son retractables y están dispuestas en círculo alrededor del ano; la rádula puede tener, o no, un diente central, con 2-3 dientes laterales; y la mandíbula consiste en una cutícula con escasos elementos.

## Reproducción
Son ovíparos y hermafroditas triáulicos, que cuentan con dos aberturas genitales femeninas separadas: oviducto y vagina, y un pene.

## Alimentación
Son predadores omnívoros, alimentándose principalmente de percebes de los géneros Balanus y Elminius, comiéndose estos animales antes de que formen sus duros caparazones de forma volcánica. También se alimentan de briozoos.

## Hábitat y distribución
Estas pequeñas babosas marinas se distribuyen por los océanos Atlántico norte, tanto en las costas americanas, como en las europeas, desde Noruega al norte de España, y en el Pacífico noreste, desde Alaska a California. 
Habitan aguas templadas y frías, en un rango de temperatura entre  0.38 y 11.84 °C, y en un rango de profundidad entre 1,5 y 102 m.
 Se localizan en zonas intermareales y sublitorales.